# Saint-Victour
Saint-Victour (Sent Victor auf Okzitanisch) ist eine französische Gemeinde mit 194 Einwohnern (Stand 1. Januar 2022) im Département Corrèze in der Region Nouvelle-Aquitaine.

## Geografie
Die Gemeinde liegt im Zentralmassiv linksseitig der Diège.
Tulle, die Präfektur des Départements, liegt ungefähr 70 Kilometer südwestlich, Ussel etwa 14 Kilometer nördlich und Bort-les-Orgues rund 14 Kilometer südöstlich.
Nachbargemeinden von Saint-Victour sind Saint-Bonnet-près-Bort im Norden, Margerides im Osten, Roche-le-Peyroux im Süden Sainte-Marie-Lapanouze, Saint-Étienne-la-Geneste und Chirac-Bellevue im Westen sowie Saint-Exupéry-les-Roches und Veyrières im Nordwesten.

### Verkehr
Der Ort liegt ungefähr 13 Kilometer südöstlich der Abfahrt 23 der Autoroute A89.

## Wappen
Beschreibung: In Blau balkenweis fünf silberne Spindeln. 
Symbolik: Es ist das Familienwappen der Marquis  von Saint-Nectaire und der Comtes von Saint-Victour.

## Einwohnerentwicklung
| Jahr      | 1962 | 1968 | 1975 | 1982 | 1990 | 1999 | 2007 | 2016 |
| Einwohner | 254  | 261  | 211  | 183  | 142  | 171  | 172  | 181  |

## Sehenswürdigkeiten
- Die Diège-Talsperre Barrage des Chaumettes[1] liegt etwa drei Kilometer südwestlich.

## Persönlichkeiten
- Jean Charles de Saint-Nectaire (1685–1771), genannt Marrquis de Senneterre, Marquis de  Brinon-sur-Sandres et de Pisani, Marschall von Frankreich